# 슈바르츠발트 케이크
슈바르츠발트 케이크(Schwarzwald cake)는 독일의 초콜릿 케이크/토르테이다. "검은 숲"이라고도 불리는 슈바르츠발트의 이름을 땄다. 독일에서는 "검은 숲 체리 토르테"라는 뜻인 슈바르츠벨더 키르슈토르테(독일어: Schwarzwälder Kirschtorte)로 불린다.

## 같이 보기
- 슈바르츠발트 햄